# Chris Kanyon
Chris Kanyon, geboren als Christopher Klucsarits (Sunnyside (Queens), 4 januari 1970 - Sunnyside (Queens), 2 april 2010) was een Amerikaans professioneel worstelaar, die bekend was in de World Championship Wrestling (WCW) en World Wrestling Entertainment (WWE).

## In worstelen
- Finishers
  - Flatliner
  - Kanyon Kutter

- Signature moves
  - Backbreaker rack dropped into a neckbreaker
  - Electric chair facebuster
  - Inverted Boston crab
  - Inverted sitout side powerslam
  - Russian legsweep, sometimes from the second rope
  - Sitout double leg slam
  - Superkick
  - Swinging cradle suplex

- Managers
  - Nitro Girl Baby
  - J. Biggs
  - Nitro Girl Chameleon
  - Jackie Gayda
  - James Vandenburg

- Bijnamen
  - "The Innovator of Offense"
  - "Positively" Kanyon
  - Chris "Champagne" Kanyon

## Prestaties
- World Championship Wrestling
  - WCW World Tag Team Championship (2 keer; 1x met Diamond Dallas Page en 1x met Bam Bam Bigelow)

- World Wrestling Federation
  - WCW United States Championship (1 keer)
  - WWF Tag Team Championship (1 keer met Diamond Dallas Page)